# Вест Смитфилд (Северна Каролина)
Вест Смитфилд (енгл. West Smithfield) град је у америчкој савезној држави Северна Каролина.

## Демографија
По попису из 2000. године број становника је 59.
| Група             | 2000.      | 2010.    |
| Белци             | 22 (37,3%) | 0 (0,0%) |
| Афроамериканци    | 25 (42,4%) | 0 (0,0%) |
| Азијати           | 0 (0,0%)   | 0 (0,0%) |
| Хиспаноамериканци | 12 (20,3%) | 0 (0,0%) |
| Укупно            | 59         | 0        |